# Wojszki (powiat białostocki)

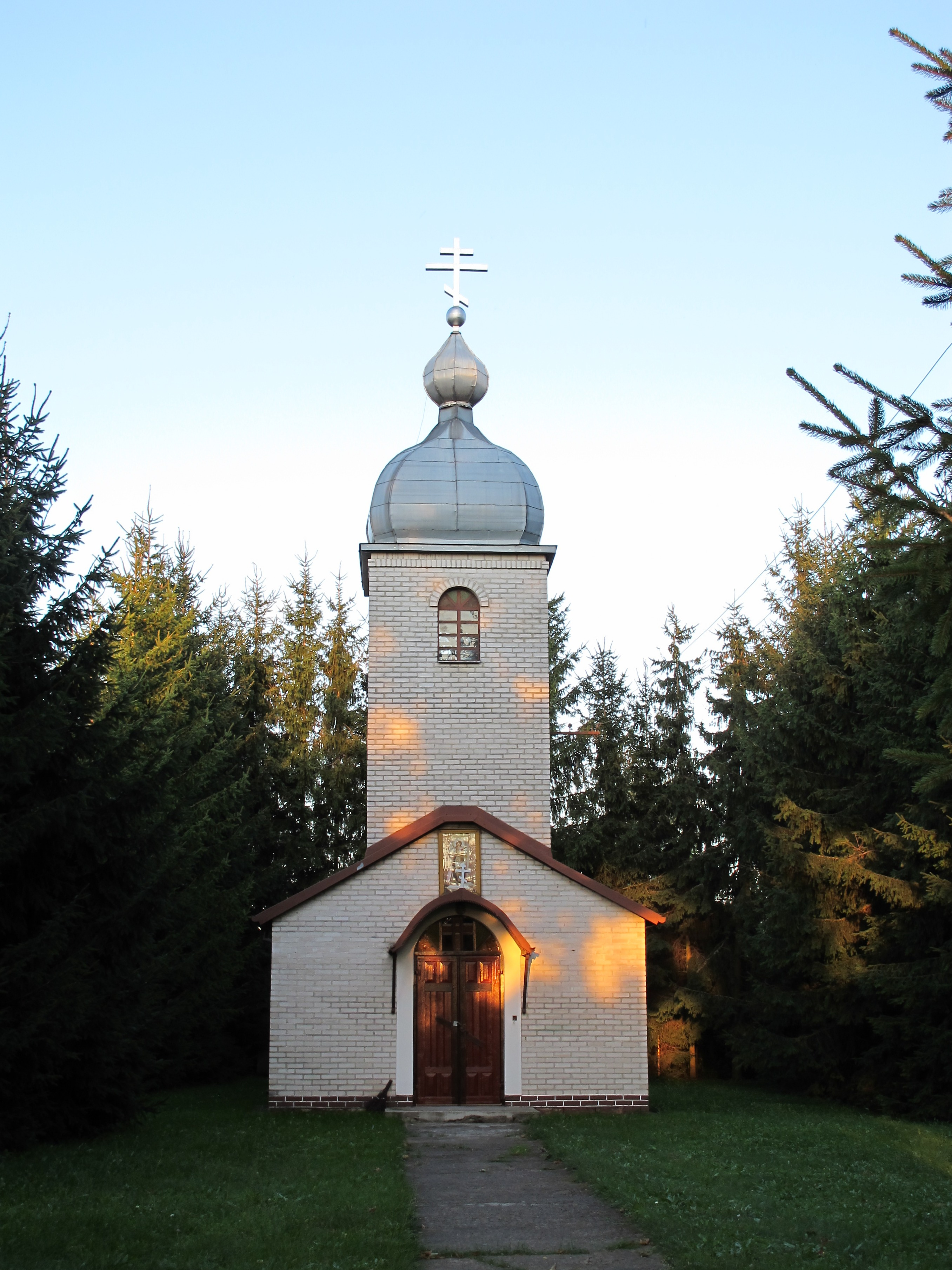
Kaplica prawosławna św. Michała Archanioła

Wojszki (biał. Войшкі/biał. Vojški) – wieś w Polsce położona w województwie podlaskim, w powiecie białostockim, w gminie Juchnowiec Kościelny.

## Historia
Powstanie wsi datowane na połowę XVI wieku. Pierwsza wzmianka źródłowa pochodzi z 1562. W latach siedemdziesiątych XVI wieku wieś wchodziła w skład folwarku w Stołowaczu (który był królewszczyzną) i należała do wójtostwa antonowickiego, z siedzibą w Antonowiczach (dzisiejsze Ryboły). W tym czasie nazwa wsi brzmiała Woysnie, od 1661 r. w źródłach występuje już nazwa Wojszki.
Wojszki to dawna wieś królewska, która w 1795 roku położona była w starostwie bielskim w ziemi bielskiej województwa podlaskiego.
Według Pierwszego Powszechnego Spisu Ludności, przeprowadzonego w 1921 r., Wojszki liczyły 371 mieszkańców (191 kobiet i 180 mężczyzn), zamieszkałych w łącznie 79 budynkach (77 domach i 2 budynkach z przeznaczeniem innym niż mieszkalne). Zdecydowana większość mieszkańców Wojszek, w liczbie 352, zadeklarowała wyznanie prawosławne. Pozostali zgłosili kolejno: wyznanie rzymskokatolickie (11 osób) i wyznanie mojżeszowe (8 osób). Podział religijny mieszkańców miejscowości niemal całkowicie pokrywał się z ich strukturą narodowo-etniczną, bowiem 354 osoby zadeklarowały białoruską przynależność narodową, 9 osób polską, zaś pozostałe 8 osób podało narodowość żydowską. W okresie międzywojennym miejscowość znajdowała się w gminie Narew powiatu bielskiego.
W latach 1975–1998 miejscowość należała administracyjnie do województwa białostockiego.
Wieś w 2011 roku zamieszkiwały 213 osoby.

## Religia
We wsi znajduje się prawosławna kaplica pod wezwaniem św. Michała Archanioła, należąca do parafii w Rybołach. 
Wierni kościoła rzymskokatolickiego należą do parafii Niepokalanego Poczęcia Najświętszej Maryi Panny w Tryczówce.

## Inne
Miejscowość zamieszkuje mniejszość białoruska. W Wojszkach dobrze zachowała się tradycyjna podlaska architektura drewniana oraz historyczny układ ruralistyczny, a przez wieś przebiega szlak turystyczny Drzewo i Sacrum.

## Galeria

Drewniana architektura
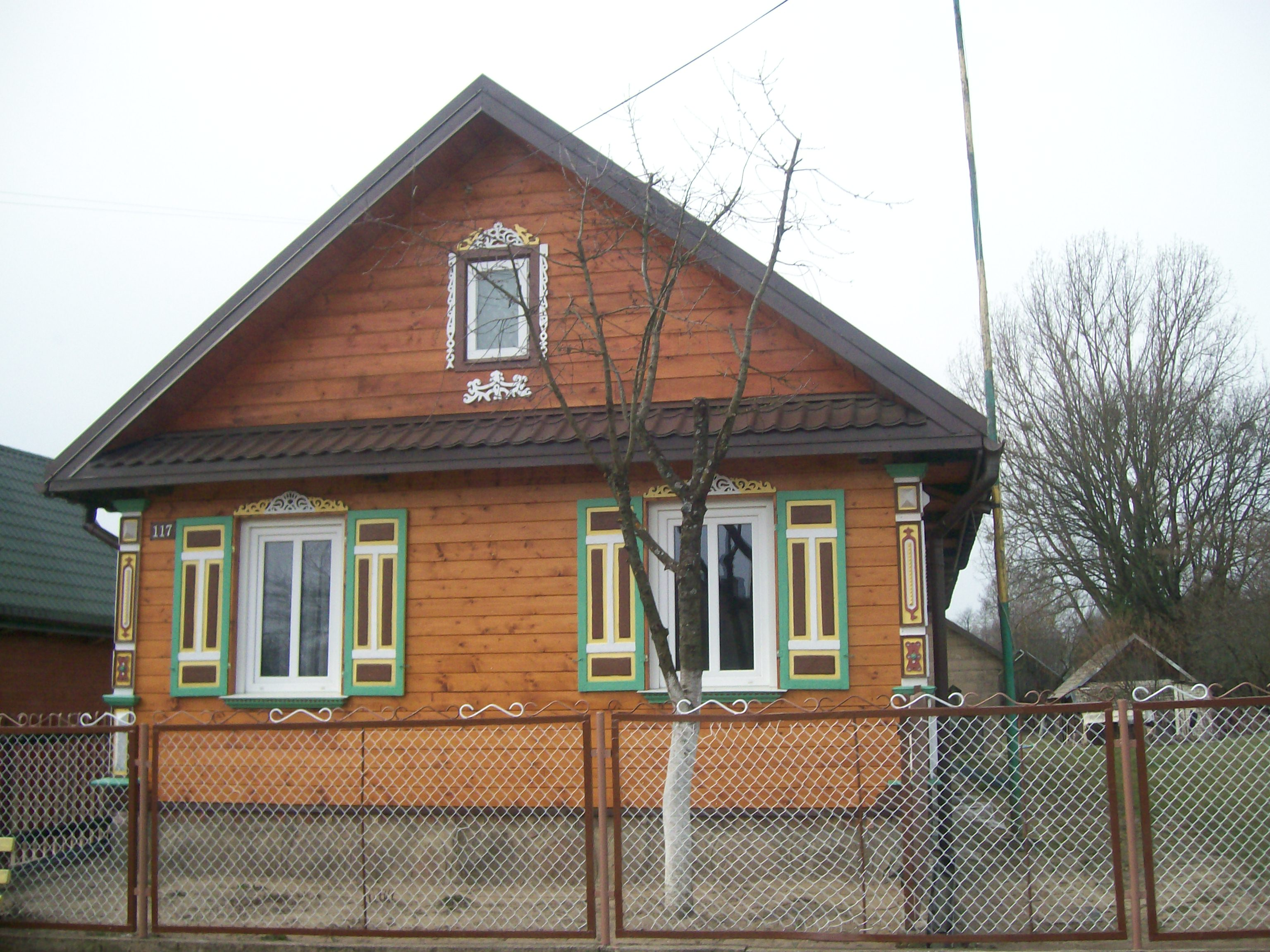
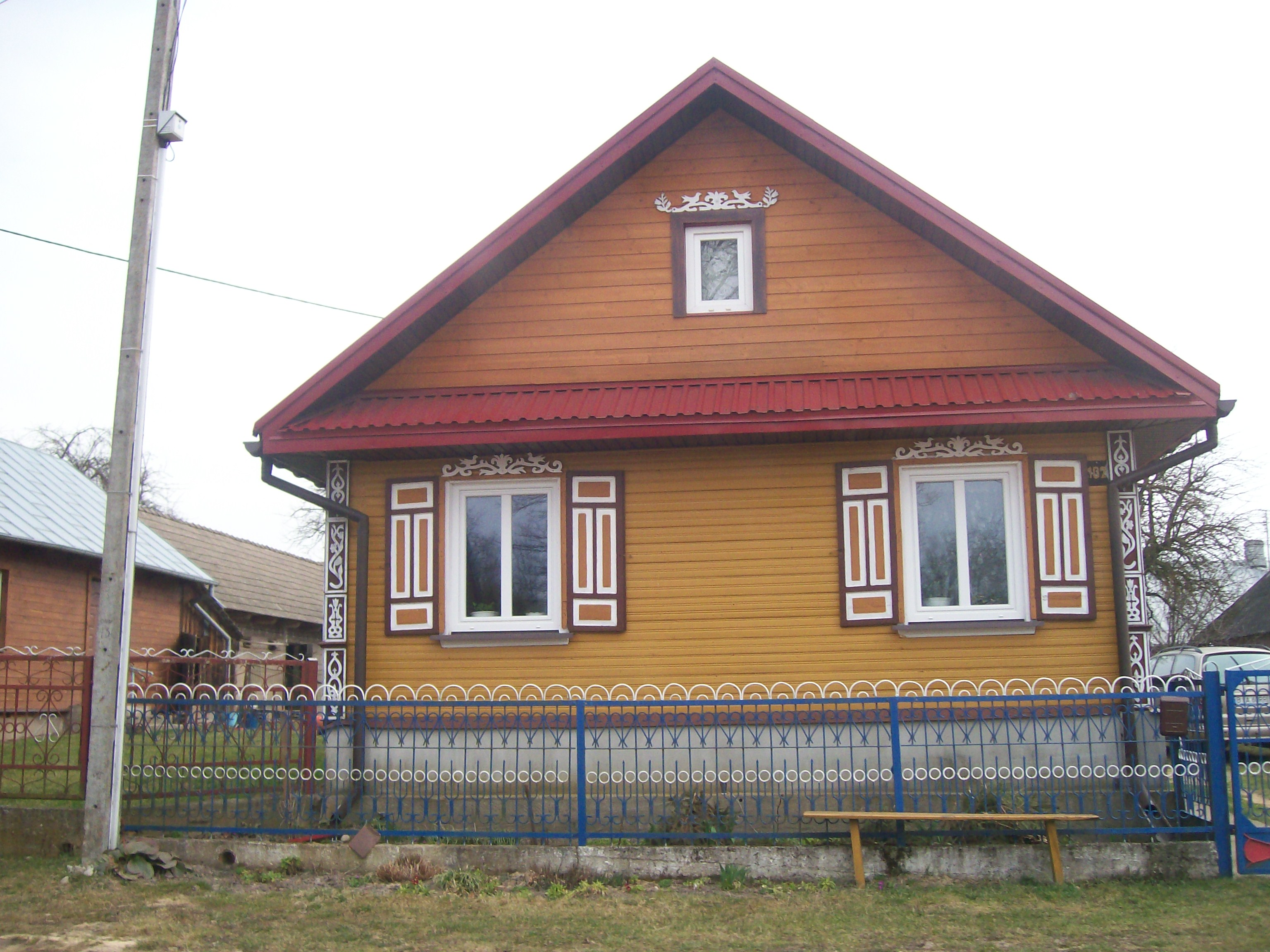
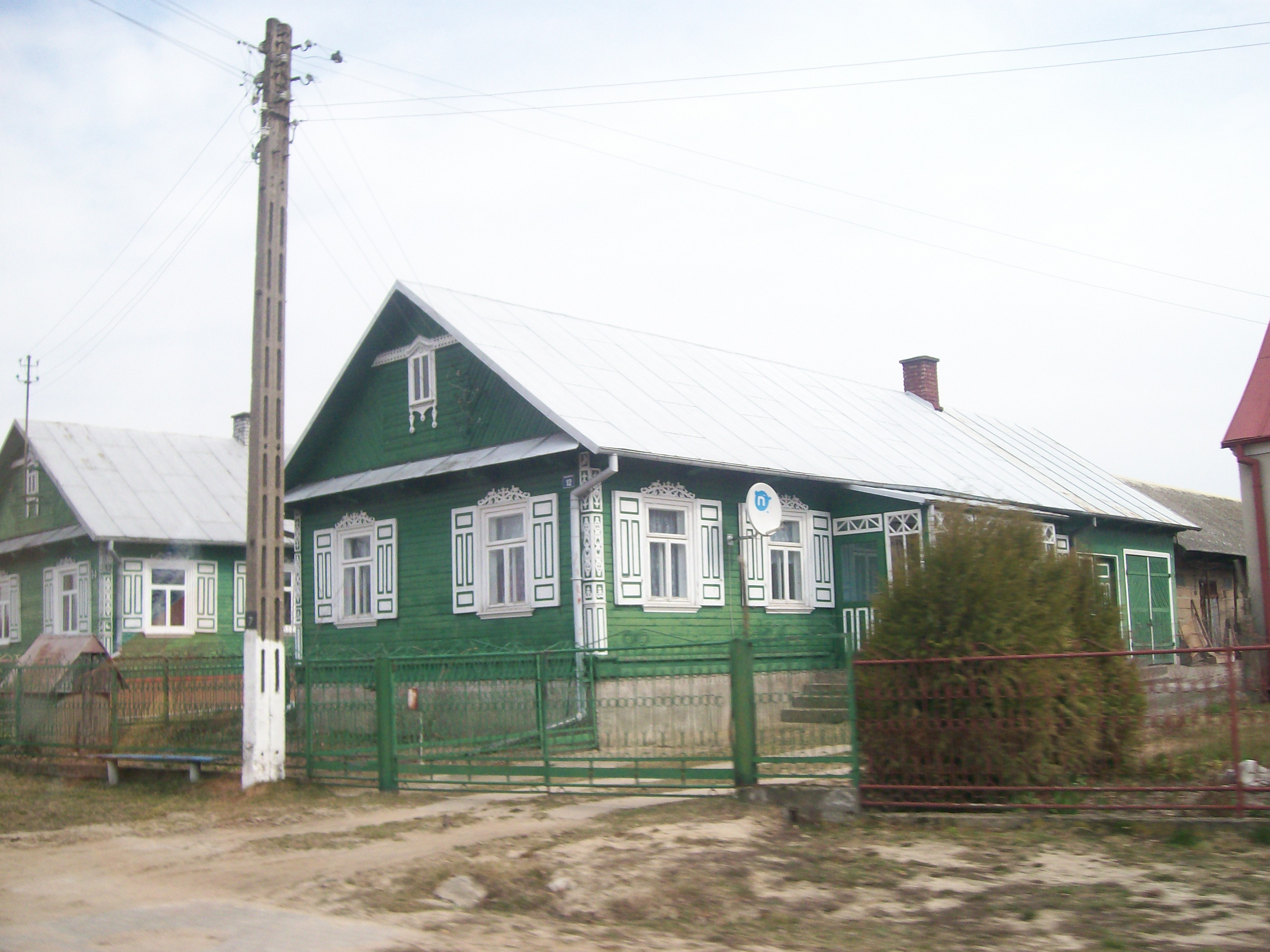